# Mack Hollins
Mack Hollins (Rockville, 16 settembre 1993) è un giocatore di football americano statunitense che milita nel ruolo di wide receiver per i Buffalo Bills della National Football League  (NFL). Al college ha giocato per l'Università della Carolina del Nord dal 2014 al 2016.

## Carriera

### Philadelphia Eagles
Hollins fu scelto nel corso del quarto giro (118º assoluto) nel Draft NFL 2017 dai Philadelphia Eagles.

#### Stagione 2017
Hollins debuttò come professionista subentrando nella gara del primo turno contro i Washington Redskins senza ricevere alcun passaggio. La settimana seguente ricevette i primi tre passaggi dal quarterback Carson Wentz contro i Kansas City Chiefs.

### Miami Dolphins

#### Stagione 2019
Il 4 dicembre 2019 Hollins firmò per i Miami Dolphins.

#### Stagione 2020
Nella partita della settimana 9 contro gli Arizona Cardinals, Hollins segnò un touchdown su ricezione da 11 yard, sopra la testa del difensore avversario, nell'ultimo quarto di gara contribuendo alla quarta vittoria di fila dei Dolphins. Nella gara della settimana 13 contro i Cincinnati Bengals, Hollins fu espulso dalla partita dopo essersi scontrato con vari giocatori avversari. Nella gara della settimana 16 contro i Las Vegas Raiders fece una ricezione di 34 yard su passaggio di Ryan Fitzpatrick permettendo poi di calciare il field goal determinante per la vittoria nei secondi finali della partita.

#### Stagione 2021
Hollins rifirmò per un altro anno con i Dolphins il 23 marzo 2021. L'8 settembre 2021 fu nominato dai compagni di squadra come uno dei cinque capitani della squadra per la stagione.

### Las Vegas Raiders
Il 17 marzo 2022 Hollins firmò come free agent per un anno con i Las Vegas Raiders. In stagione giocò tutte le 17 partite dei Raiders, 16 da titolare, fissando i suoi record personali di numero di ricezioni (57) e yard guadagnate (690), segnando quattro touchdown.

### Atlanta Falcons
Il 21 marzo 2023 Hollins firmò un contratto annuale con gli Atlanta Falcons. In stagione ebbe 13 presenze, 3 da titolare, facendo 18 ricezioni per 251 yard e nessun touchdown.

### Buffalo Bills
Il 18 marzo 2024 Hollins firmò un contratto annuale con i Buffalo Bills.

## Palmarès

### Franchigia
- Super Bowl : 1

Philadelphia Eagles: LII
- National Football Conference Championship: 1

Philadelphia Eagles: 2017